# Saint-Vincent-sur-Jard
Pour les articles homonymes, voir Saint-Vincent.
Saint-Vincent-sur-Jard est une commune française, dans le département de la Vendée en région Pays de la Loire.
C'est une commune littorale de la côte de Lumière.

## Géographie

### Localisation

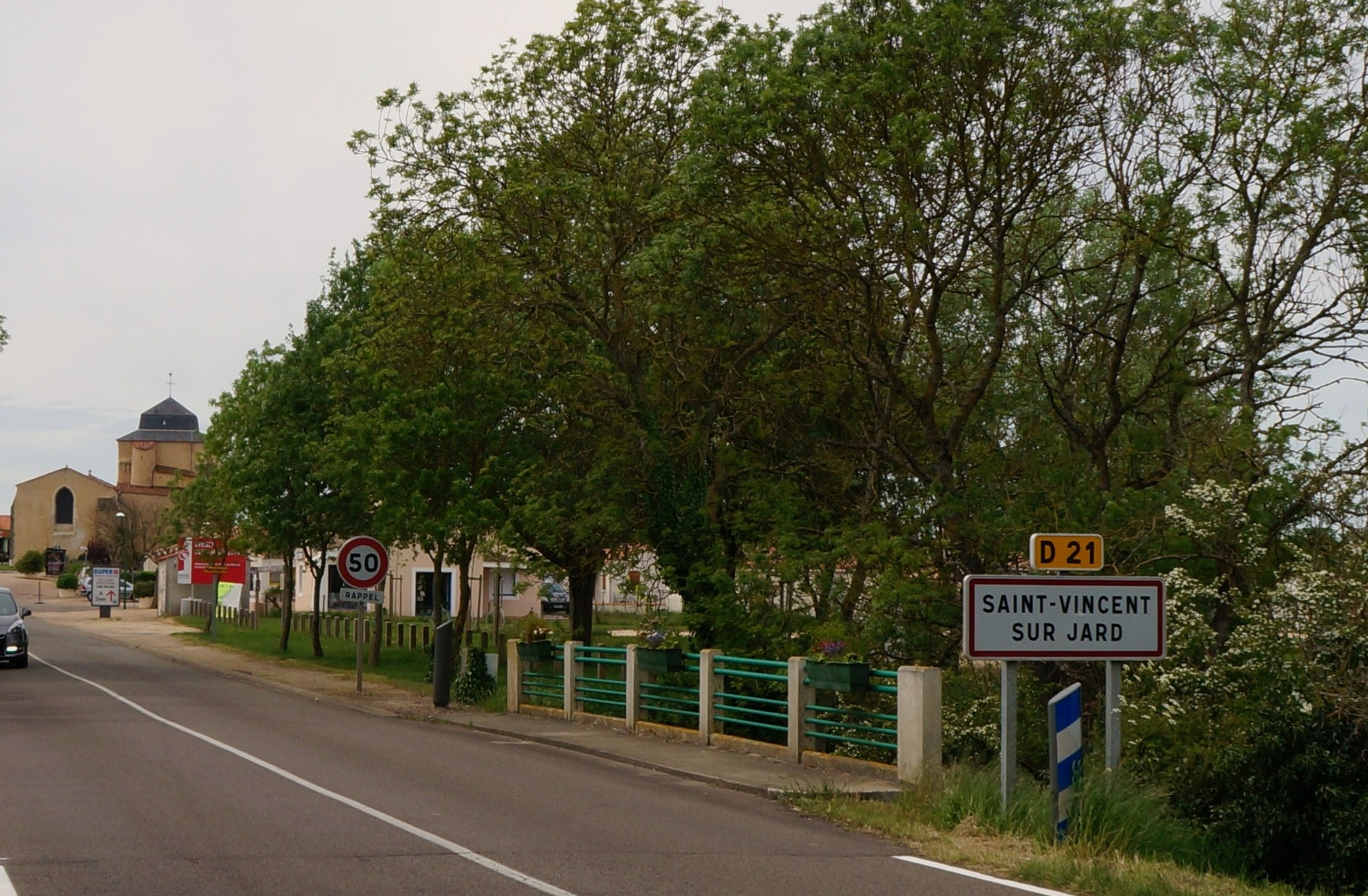
Entrée de Saint-Vincent via la D 21.

Petit bourg de Vendée au bord de l'Atlantique, sur la Côte de Lumière, il a vocation à devenir une station balnéaire à caractère familial et convivial et est entouré de forêts, de plaines mais aussi de marais.

### Communes limitrophes
Les communes limitrophes sont Jard-sur-Mer, Longeville-sur-Mer, Saint-Hilaire-la-Forêt et Talmont-Saint-Hilaire.
| Talmont-Saint-Hilaire |                        | Saint-Hilaire-la-Forêt |
| Jard-sur-Mer          | Saint-Vincent-sur-Jard | Longeville-sur-Mer     |
|                       | Océan atlantique       |                        |

### Géologie et relief
La superficie de Saint-Vincent-sur-Jard est de 14,65 km2, sa latitude est de 46,416 degrés nord et sa longitude est de 1,549 degrés ouest.
L'altitude de la mairie de Saint-Vincent-sur-Jard est de sept mètres environ.
Le territoire communal de Saint-Vincent-sur-Jard s'étend sur 1 462 hectares. L'altitude moyenne de la commune est de 12 mètres, avec des niveaux fluctuant entre 1 et 23 mètres,.

### Climat
Pour des articles plus généraux, voir Climat des Pays de la Loire et Climat de la Vendée.
En 2010, le climat de la commune est de type climat océanique franc, selon une étude du CNRS s'appuyant sur une série de données couvrant la période 1971-2000. En 2020, Météo-France publie une typologie des climats de la France métropolitaine dans laquelle la commune est exposée à un climat océanique et est dans la région climatique Bretagne orientale et méridionale, Pays nantais, Vendée, caractérisée par une faible pluviométrie en été et une bonne insolation.
Pour la période 1971-2000, la température annuelle moyenne est de 12,7 °C, avec une amplitude thermique annuelle de 13,1 °C. Le cumul annuel moyen de précipitations est de 789 mm, avec 12 jours de précipitations en janvier et 6,1 jours en juillet. Pour la période 1991-2020, la température moyenne annuelle observée sur la station météorologique de Météo-France la plus proche, sur la commune d'Angles à 11 km à vol d'oiseau, est de 13,2 °C et le cumul annuel moyen de précipitations est de 869,3 mm,. Pour l'avenir, les paramètres climatiques de la commune estimés pour 2050 selon différents scénarios d'émission de gaz à effet de serre sont consultables sur un site dédié publié par Météo-France en novembre 2022.

## Urbanisme

### Typologie
Au 1er janvier 2024, Saint-Vincent-sur-Jard est catégorisée bourg rural, selon la nouvelle grille communale de densité à sept niveaux définie par l'Insee en 2022.
Elle appartient à l'unité urbaine de Jard-sur-Mer, une agglomération intra-départementale regroupant deux  communes, dont elle est une commune de la banlieue,,. La commune est en outre hors attraction des villes,.
La commune, bordée par l'océan Atlantique, est également une commune littorale au sens de la loi du 3 janvier 1986, dite loi littoral. Des dispositions spécifiques d’urbanisme s’y appliquent dès lors afin de préserver les espaces naturels, les sites, les paysages et l’équilibre écologique du littoral, tel le principe d'inconstructibilité, en dehors des espaces urbanisés, sur la bande littorale des 100 mètres, ou plus si le plan local d’urbanisme le prévoit.

### Occupation des sols

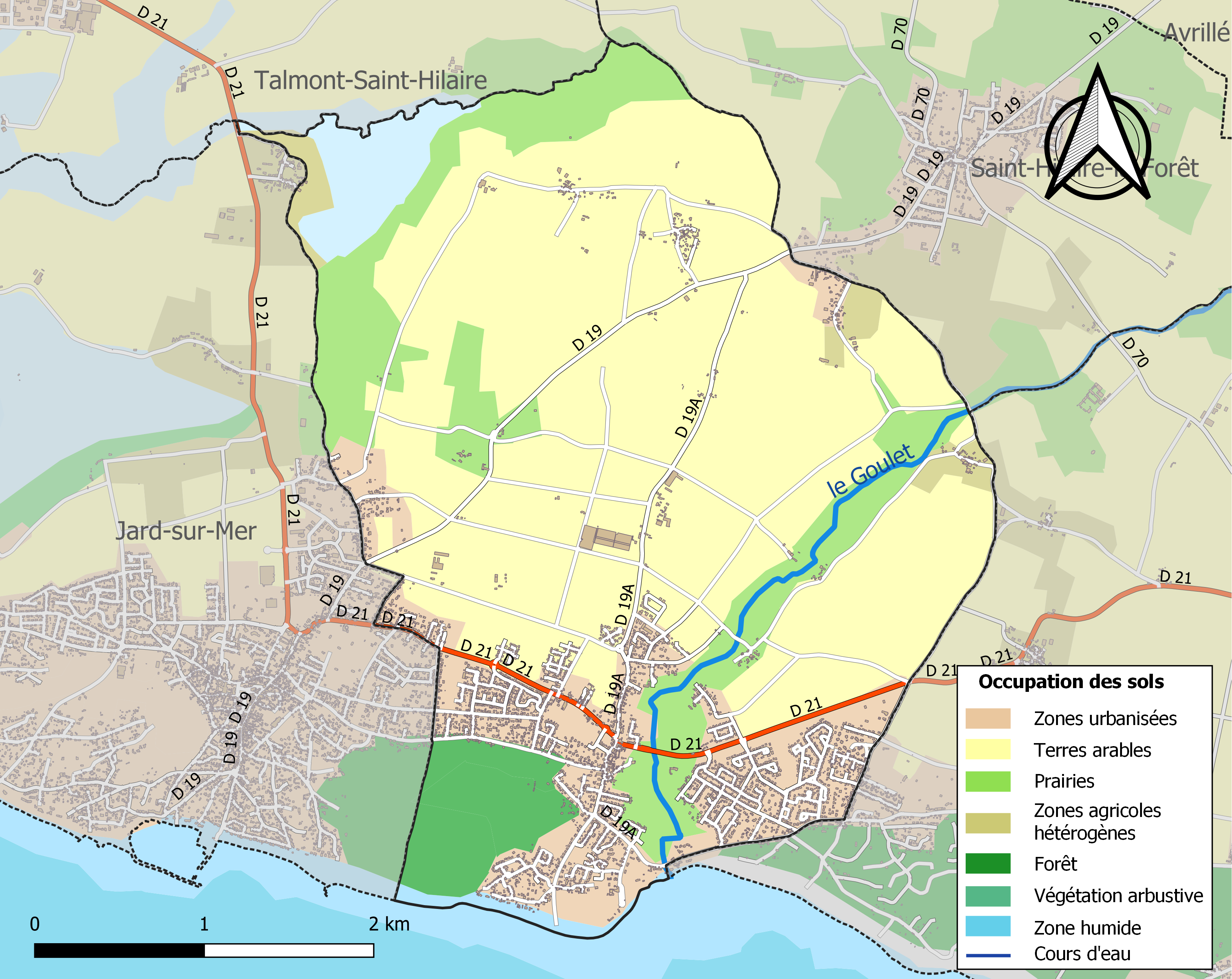
Carte des infrastructures et de l'occupation des sols de la commune en 2018 (CLC).

L'occupation des sols de la commune, telle qu'elle ressort de la base de données européenne d’occupation biophysique des sols Corine Land Cover (CLC), est marquée par l'importance des territoires agricoles (76 % en 2018), en diminution par rapport à 1990 (80,3 %). La répartition détaillée en 2018 est la suivante : 
terres arables (58,9 %), zones urbanisées (15,9 %), prairies (15 %), forêts (4,5 %), zones humides côtières (3,6 %), zones agricoles hétérogènes (2,1 %). L'évolution de l’occupation des sols de la commune et de ses infrastructures peut être observée sur les différentes représentations cartographiques du territoire : la carte de Cassini (XVIIIe siècle), la carte d'état-major (1820-1866) et les cartes ou photos aériennes de l'IGN pour la période actuelle (1950 à aujourd'hui).

### Habitat et logement
En 2020, le nombre total de logements dans la commune était de 2 391, alors qu'il était de 2 209 en 2015 et de 2 073 en 2010.
Parmi ces logements, 29,3 % étaient des résidences principales, 68,5 % des résidences secondaires et 2,2 % des logements vacants. Ces logements étaient pour 98 % d'entre eux des maisons individuelles et pour 1,7 % des appartements.
Le tableau ci-dessous présente la typologie des logements à Saint-Vincent-sur-Jard en 2020 en comparaison avec celle de la Vendée et de la France entière. Une caractéristique marquante du parc de logements est ainsi une proportion de résidences secondaires et logements occasionnels (68,5 %), très supérieure à celle du département (23,8 %) et à celle de la France entière (9,7 %), caractéristique d'une commune touristique ou balnéaire. Concernant le statut d'occupation de ces logements, 81,3 % des habitants de la commune sont propriétaires de leur logement (80,3 % en 2015), contre 72,1 % pour la Vendée et 57,5 pour la France entière.
| Typologie                                               | Saint-Vincent-sur-Jard | Vendée | France entière |
| ------------------------------------------------------- | ---------------------- | ------ | -------------- |
| Résidences principales (en %)                           | 29,3                   | 71,1   | 82,1           |
| Résidences secondaires et logements occasionnels (en %) | 68,5                   | 23,8   | 9,7            |
| Logements vacants (en %)                                | 2,2                    | 5      | 8,2            |

## Toponymie
Durant la Révolution française, la commune porte le nom de Le Goulet.

## Politique et administration

### Rattachements administratifs et électoraux

#### Rattachements administratifs
La commune se trouve dans l'arrondissement des Sables-d'Olonne du département de la Vendée.
Elle faisait partie depuis 1793 du canton de Talmont-Saint-Hilaire. Dans le cadre du redécoupage cantonal de 2014 en France, cette circonscription administrative territoriale a disparu, et le canton n'est plus qu'une circonscription électorale.

#### Rattachements électoraux
Pour les élections départementales, la commune fait partie depuis 2014 d'un nouveau canton de Talmont-Saint-Hilaire, porté de 9 à 23 communes.
Pour l'élection des députés, elle fait partie de la deuxième circonscription de la Vendée.

### Intercommunalité
Saint-Vincent-sur-Jard était membre de la communauté de communes du Talmondais, un établissement public de coopération intercommunale (EPCI) à fiscalité propre créé en 2003 et auquel la commune avait transféré un certain nombre de ses compétences, dans les conditions déterminées par le code général des collectivités territoriales.
Dans le cadre des dispositions de la loi portant nouvelle organisation territoriale de la République du 7 août 2015, qui prévoit que les établissements publics de coopération intercommunale (EPCI) à fiscalité propre doivent avoir un minimum de 15 000 habitants, cette intercommunalité a fusionné avec sa voisine pour former, le 1er janvier 2017, la communauté de communes dénommée Vendée-Grand-Littoral, dont est désormais membre la commune.

### Liste des maires
| Période                                  | Période                    | Identité         | Étiquette | Qualité                                                     |
| ---------------------------------------- | -------------------------- | ---------------- | --------- | ----------------------------------------------------------- |
| Les données manquantes sont à compléter. |                            |                  |           |                                                             |
| ?                                        | mars 1959                  | M. Bocquier      |           |                                                             |
| mars 1959                                | 7 septembre 1977           | Clément Neau     |           | Retraité Décédé en fonction                                 |
| 7 octobre 1977                           | 10 juin 1982               | Ludovic Potereau |           | Médecin généraliste puis médecin-conseil Décédé en fonction |
| 23 juillet 1982                          | mars 1983                  | Eugène Lebois    |           |                                                             |
| mars 1983                                | mars 1989                  | Louis Joussemet  |           |                                                             |
| mars 1989                                | juin 1995                  | Jules Guicheteau |           | Retraité de l'armée                                         |
| juin 1995                                | avril 2023                 | Robert Chabot    | DVD       | Artisan retraité, maire honoraire Démissionnaire            |
| juillet 2023                             | En cours (au 14 mars 2024) | Olivier Dalmasso | SE        | Chef d'entreprise                                           |

## Population et société

### Démographie

#### Évolution démographique
L'évolution du nombre d'habitants est connue à travers les recensements de la population effectués dans la commune depuis 1793. Pour les communes de moins de 10 000 habitants, une enquête de recensement portant sur toute la population est réalisée tous les cinq ans, les populations de référence des années intermédiaires étant quant à elles estimées par interpolation ou extrapolation. Pour la commune, le premier recensement exhaustif entrant dans le cadre du nouveau dispositif a été réalisé en 2007.

En 2022, la commune comptait 1 602 habitants, en évolution de +22,95 % par rapport à 2016 (Vendée : +5,33 %, France hors Mayotte : +2,11 %).
| 1793 | 1800 | 1806 | 1821 | 1831 | 1836 | 1841 | 1846 | 1851 |
| ---- | ---- | ---- | ---- | ---- | ---- | ---- | ---- | ---- |
| 493  | 400  | 392  | 511  | 515  | 514  | 518  | 517  | 491  |

| 1856 | 1861 | 1866 | 1872 | 1876 | 1881 | 1886 | 1891 | 1896 |
| ---- | ---- | ---- | ---- | ---- | ---- | ---- | ---- | ---- |
| 488  | 492  | 543  | 438  | 460  | 470  | 473  | 495  | 494  |

| 1901 | 1906 | 1911 | 1921 | 1926 | 1931 | 1936 | 1946 | 1954 |
| ---- | ---- | ---- | ---- | ---- | ---- | ---- | ---- | ---- |
| 485  | 503  | 466  | 475  | 465  | 464  | 460  | 430  | 458  |

| 1962 | 1968 | 1975 | 1982 | 1990 | 1999 | 2006  | 2007  | 2012  |
| ---- | ---- | ---- | ---- | ---- | ---- | ----- | ----- | ----- |
| 467  | 457  | 452  | 528  | 658  | 871  | 1 146 | 1 184 | 1 286 |

| 2017  | 2022  | - | - | - | - | - | - | - |
| ----- | ----- | - | - | - | - | - | - | - |
| 1 298 | 1 602 | - | - | - | - | - | - | - |

#### Pyramide des âges
La population de la commune est relativement âgée.
En 2018, le taux de personnes d'un âge inférieur à 30 ans s'élève à 17,1 %, soit en dessous de la moyenne départementale (31,6 %). À l'inverse, le taux de personnes d'âge supérieur à 60 ans est de 55,4 % la même année, alors qu'il est de 31,0 % au niveau départemental.
En 2018, la commune comptait 631 hommes pour 671 femmes, soit un taux de 51,54 % de femmes, légèrement supérieur au taux départemental (51,16 %).
Les pyramides des âges de la commune et du département s'établissent comme suit.
| Hommes | Classe d’âge | Femmes |
| ------ | ------------ | ------ |
| 0,3    | 90 ou +      | 2,0    |
| 18,3   | 75-89 ans    | 19,3   |
| 34,0   | 60-74 ans    | 36,6   |
| 17,4   | 45-59 ans    | 17,8   |
| 10,2   | 30-44 ans    | 9,8    |
| 10,0   | 15-29 ans    | 6,6    |
| 9,7    | 0-14 ans     | 8,0    |

| Hommes | Classe d’âge | Femmes |
| ------ | ------------ | ------ |
| 0,8    | 90 ou +      | 2,2    |
| 8,7    | 75-89 ans    | 11,1   |
| 20,3   | 60-74 ans    | 21,3   |
| 20     | 45-59 ans    | 19,4   |
| 17,5   | 30-44 ans    | 16,8   |
| 15     | 15-29 ans    | 13,2   |
| 17,7   | 0-14 ans     | 16,1   |

## Lieux et monuments

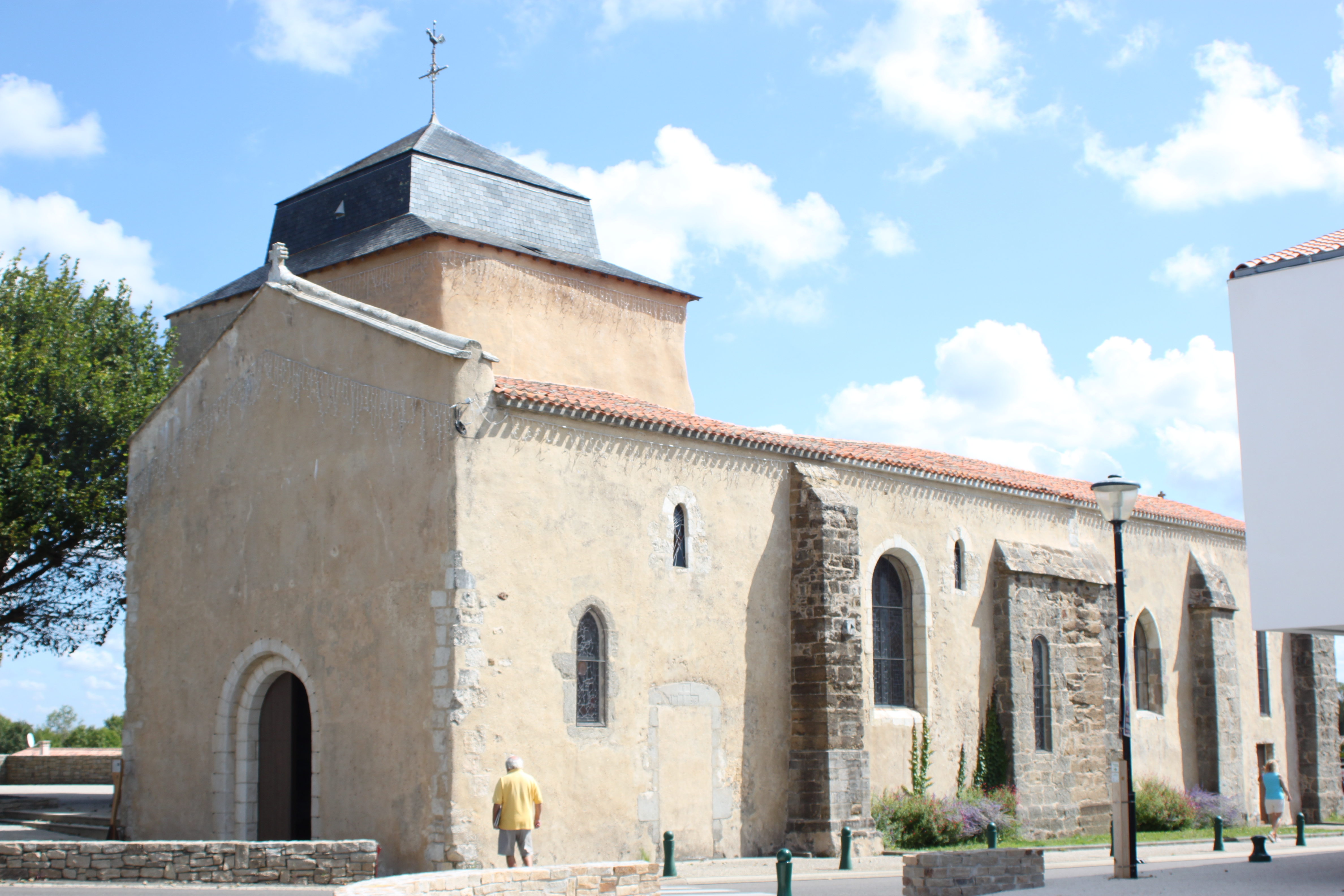
Église romane Saint-Vincent.

La commune abrite deux monuments historiques :
- la maison de Georges Clemenceau,  Classé MH (1970)[25],[26],
- le dolmen du Grand-Bouillac,  Classé MH (1991)[27].

Autres lieux et monuments touristiques :
- Plage de la Ragnette / Belesbat
- Plage Clemenceau
- Plage du Goulet
- Église romane Saint-Vincent du XIIe siècle
- Bords du Goulet
- Circuit pédestre de La Ragnette, balisé en jaune, 1 h 30 en forêt
- Circuit VTT de 13,5 km

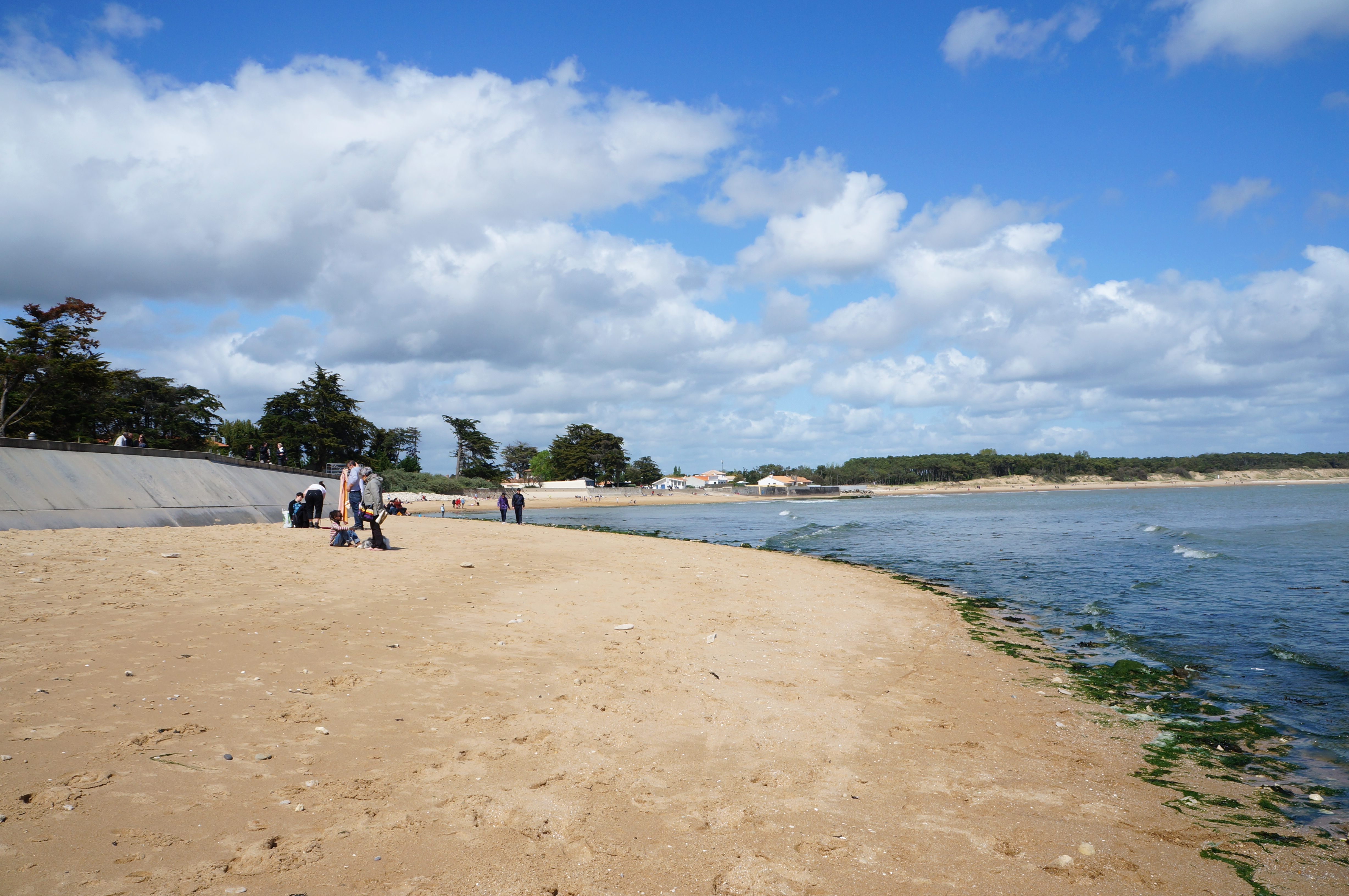
Plage Clemenceau
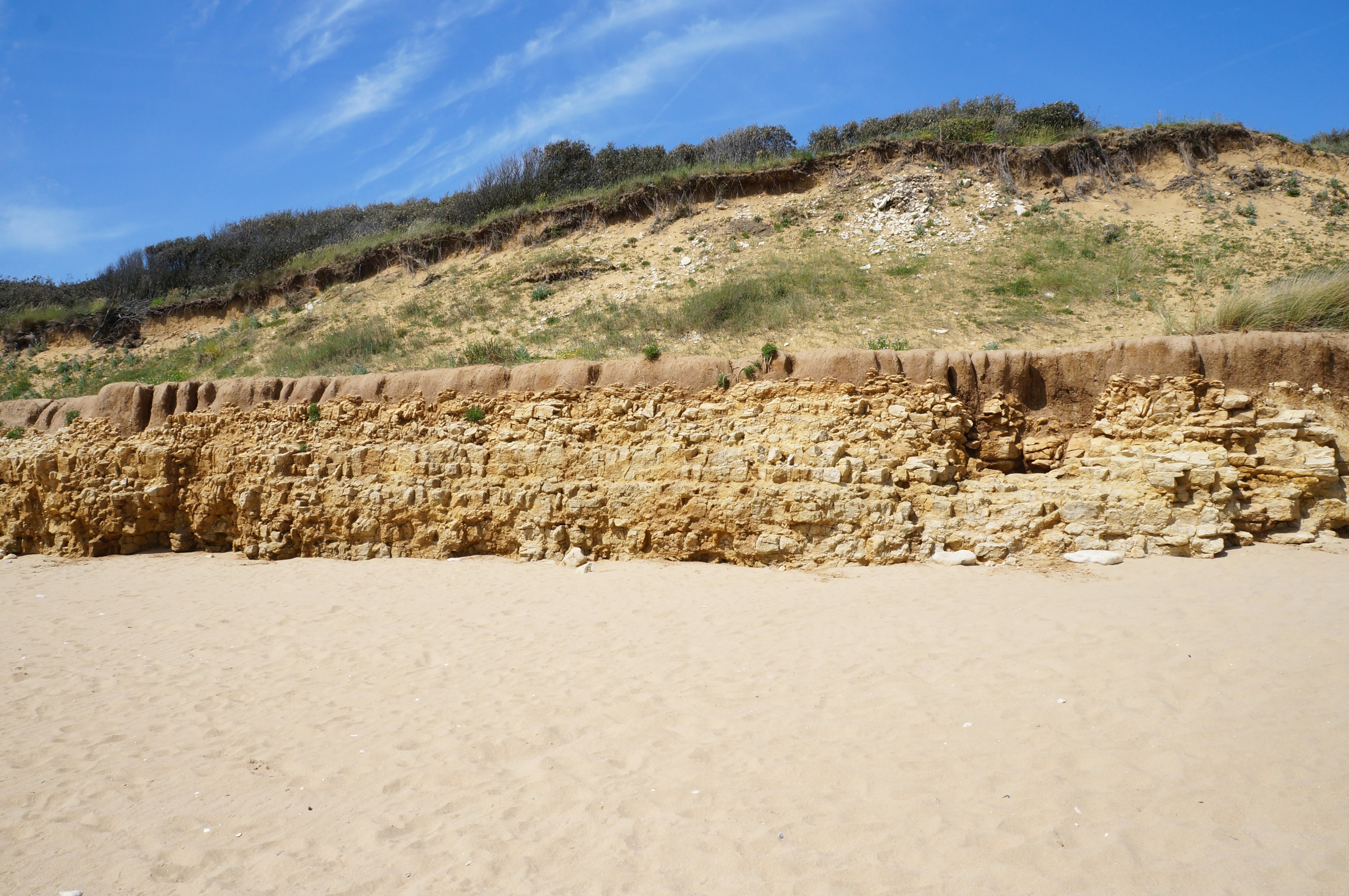
Plage de la Ragnette
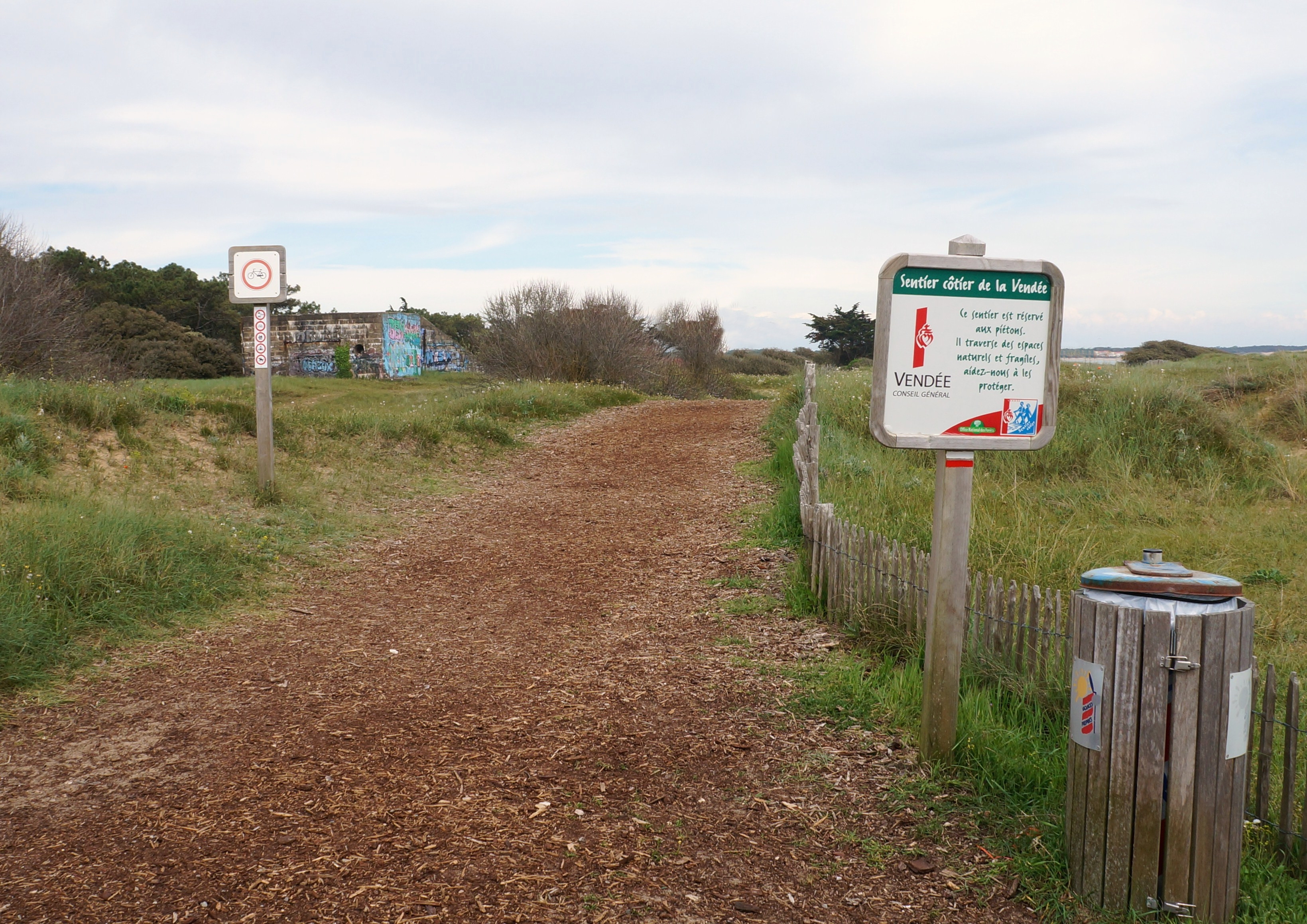
Circuit pédestre de La Ragnette
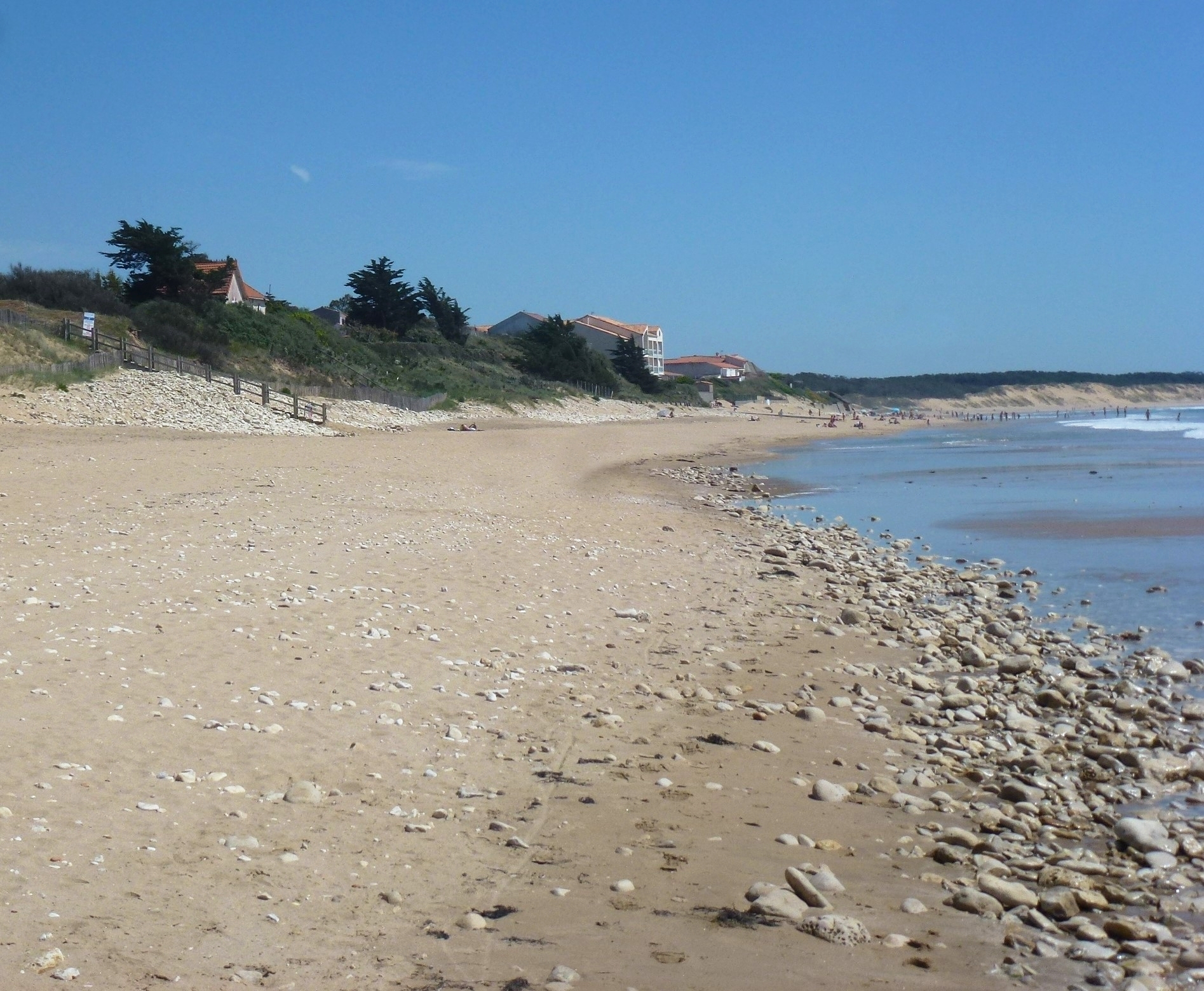
Vue des plages
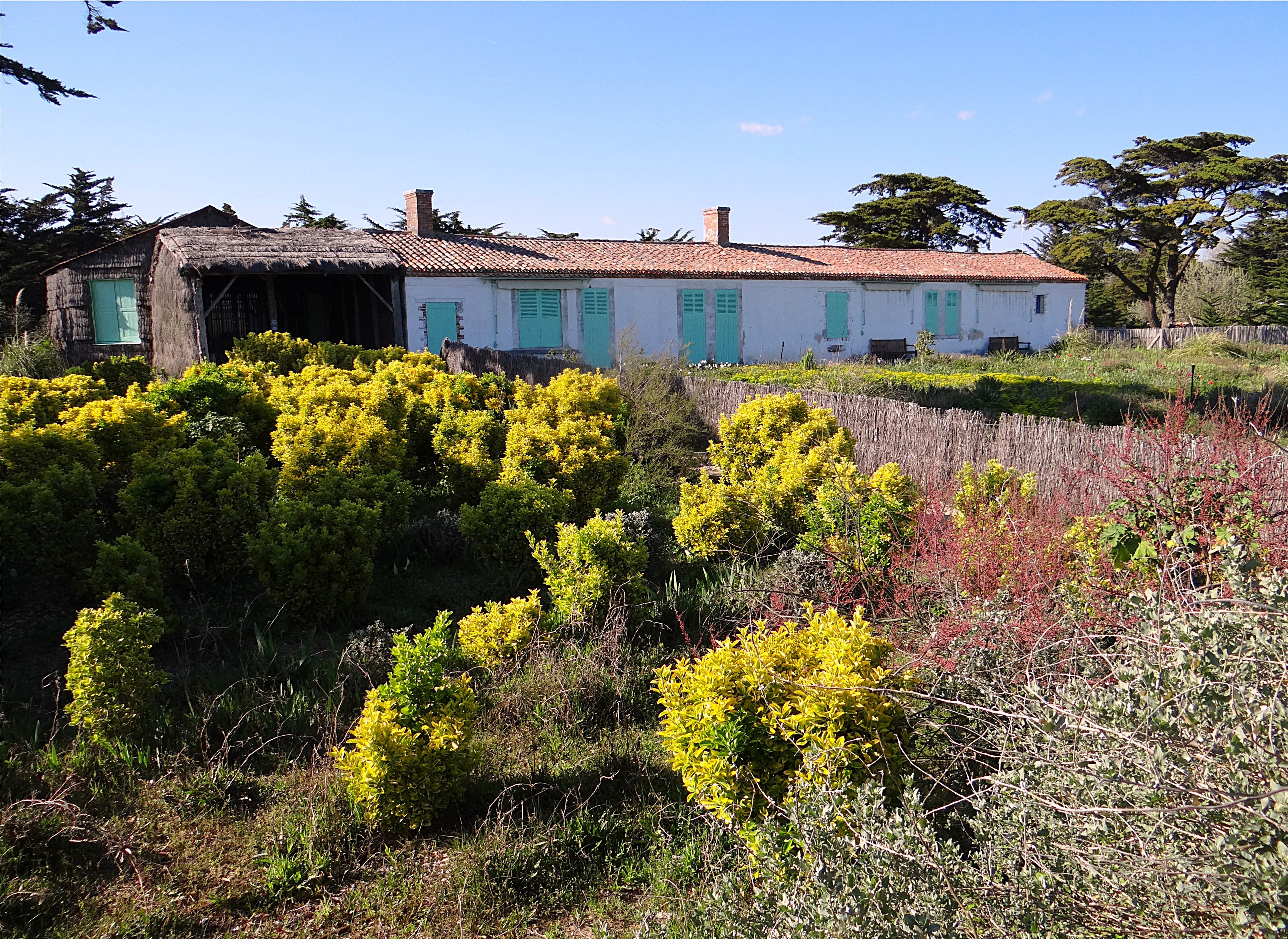
Maison de Clemenceau
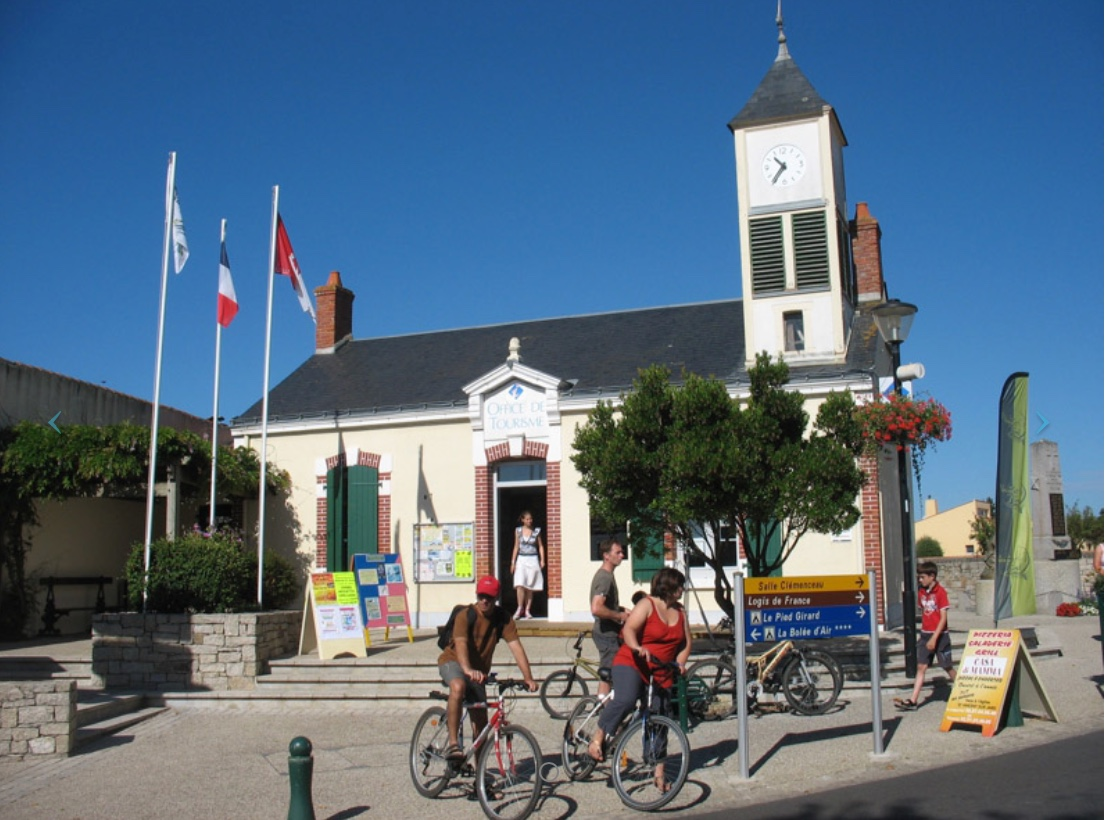
Office de Tourisme

## Personnalités liées à la commune
- Bonaventure Giraudeau (1697-1774),  jésuite français, helléniste et hébraïsant, y est né.
- Georges Clemenceau (1841-1929), homme d'État français, président du Conseil de 1906 à 1909 puis de 1917 à 1920, qui se retire dans le petit village en 1919 après la signature du traité de Versailles. Il y louait cette maison de pêcheur près de l'océan, et y accueillit de nombreux amis, dont le peintre Claude Monet, qui créa un « jardin impressionniste » sur la dune.

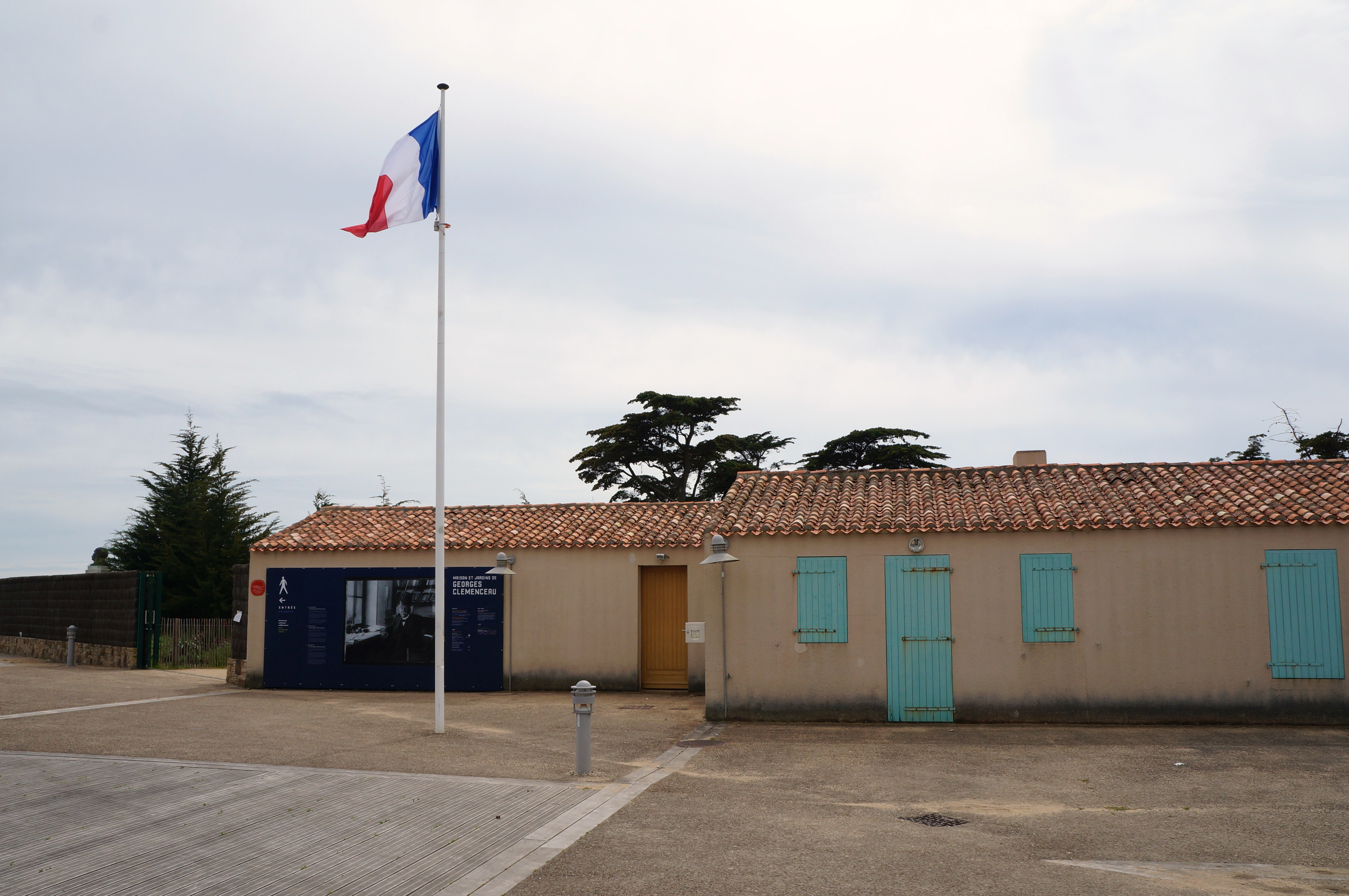
Musée Clemenceau
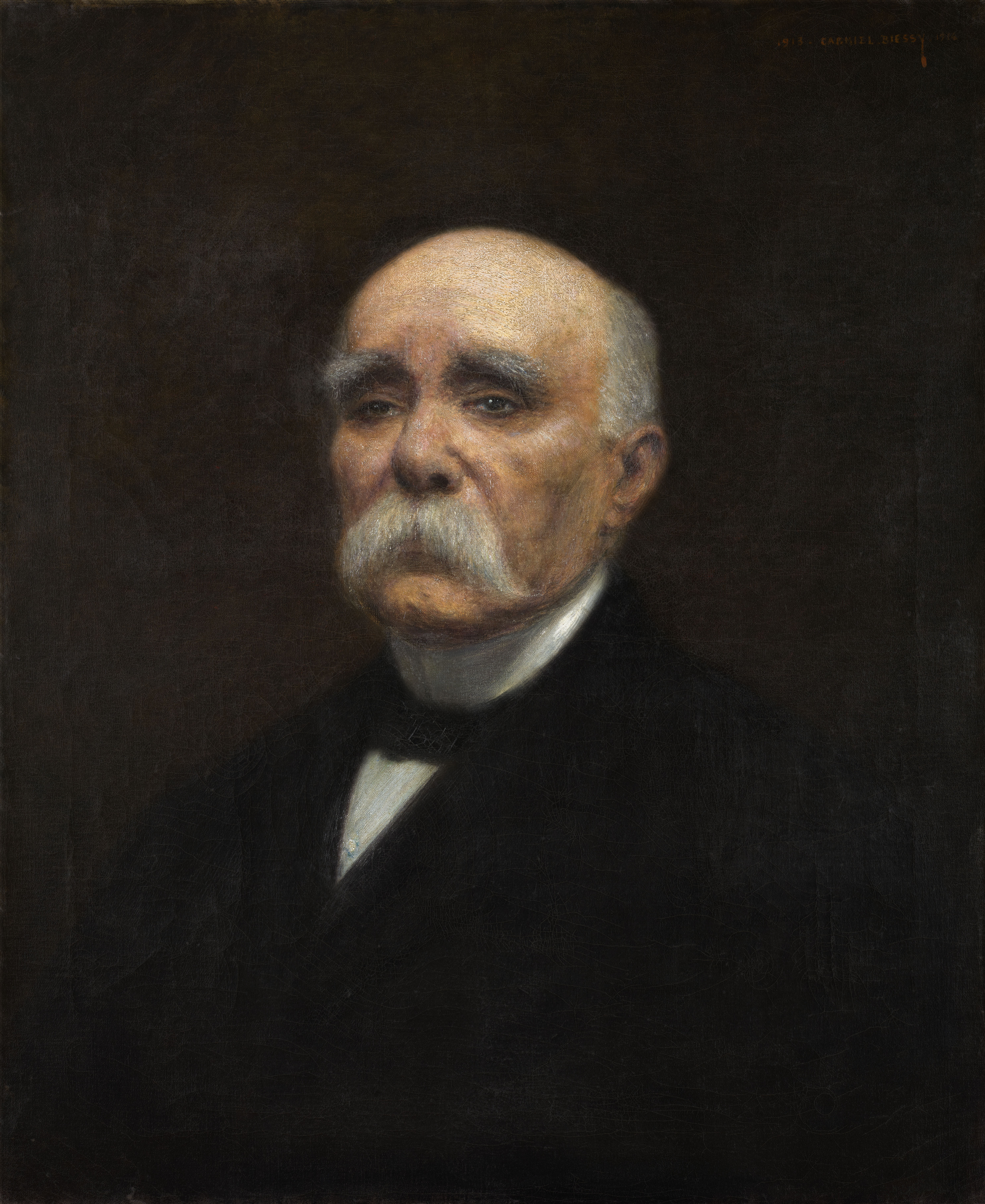
Clemenceau par Gabriel Biessy